# Підкарпатське товариство наук
Підкарпатське товариство наук (угор. Kárpátaljai Tudományos Társaság, русин. Пудкарпатськоє общество наук) — наукове та освітнє мадяронське товариство на Закарпатті у 1941–1944 роках, засноване і підтримуване угорською владою.
Складалося з трьох секцій: наукової, літературно-мовознавчої та мистецько-етнографічної. Товариство мало близько 30 членів, у тому числі кількох угорців, яких приймали в порозумінні з угорською владою.
Голова: Антоній Годинка, о. О.Ільницький. Директор — Іван Гарайда. Провідним ідеологом організації був Гіядор Стрипський.
Видання:
- місячник «Руська Молодеж»
- двотижневик «Литературна Неділя»
- науковий квартальник «Зоря — Hajnal» (двома мовами).

Крім цього, Підкарпатське товариство наук випускало художні, перекладні, дитячі, популярні та наукові книжки у різних серіях. За чотири роки існування товариство видало понад 50 книжок, крім періодики.
Хоч підтримуване угорською владою у противагу до місцевого москофільства і з метою витворити місцеву «руську» (русинську) культуру й мову, товариство поступово переходило на народовецьку мовно-культурну платформу. У його виданнях співпрацювали всі закарпатські письменники українського напряму. Видання друкувалися досить штучним етимологічним правописом «Граматики руського язика» Івана Гарайди (1941), основні положення якої були ухвалені засіданням мовної комісії товариства. Цю граматику було також схвалено урядом для шкіл Закарпаття.